# Цепков
Цепков (нем. Zepkow) — община в Германии, в земле Мекленбург-Передняя Померания.
Входит в состав района Мюриц. Подчиняется управлению Рёбель-Мюриц. Население составляет 217 человек (на 31 декабря 2010 года). Занимает площадь 12,59 км².